# VSS Enterprise
För andra betydelser, se Enterprise.

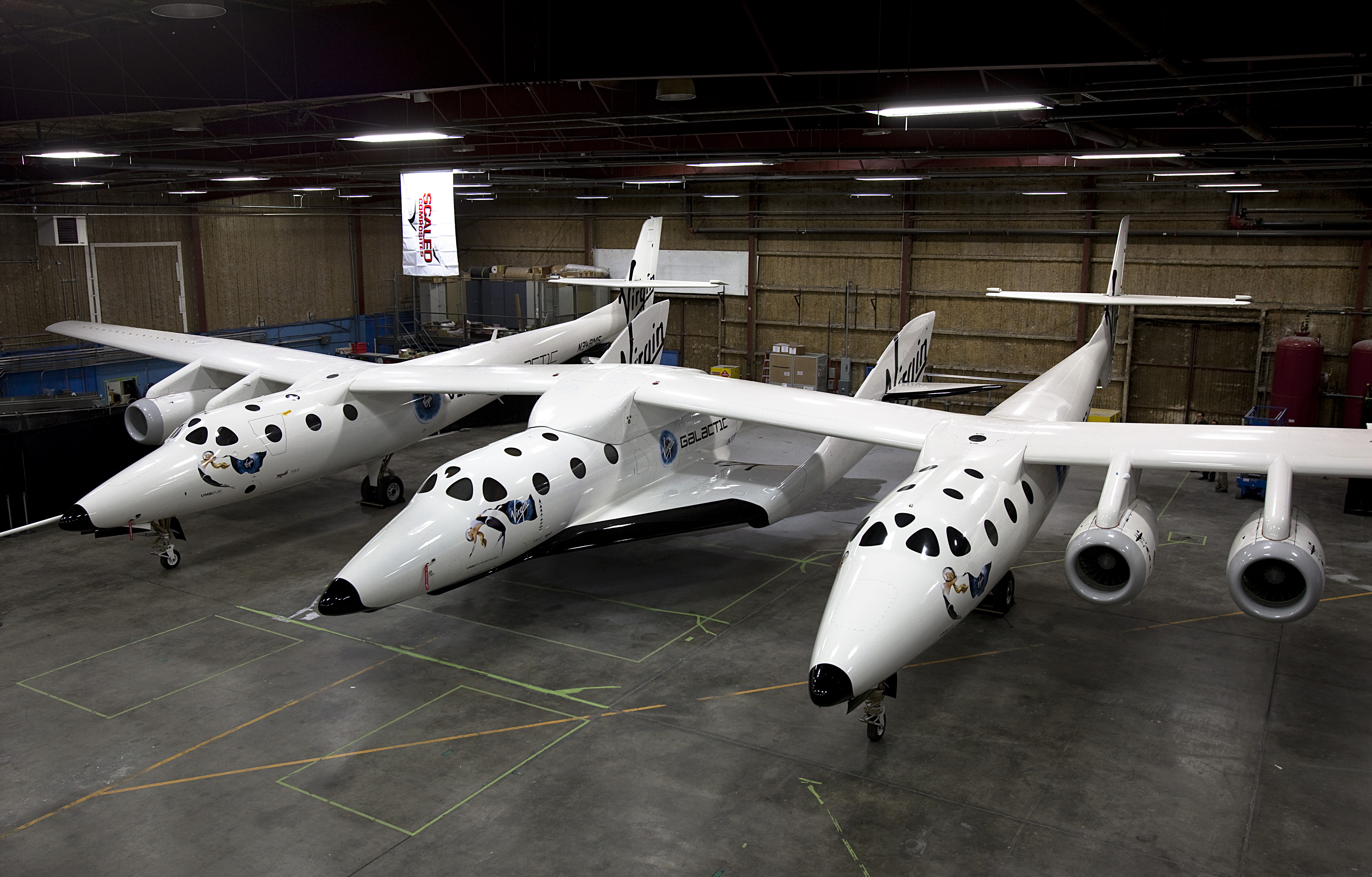
VSS Enterprise och WhiteKnightTwo

VSS Enterprise var en av Virgin Galactics SpaceShipTwo-farkoster, avsedd för rymdturism. Den var färdigbyggd i början av december 2009, och flög första gången den 10 oktober 2010 (glidflygning) och gjorde sin första motordrivna flygning den 29 april 2013.
Den förstördes under en testflygning den 31 oktober 2014, där ena piloten dödades och den andre skadades svårt.

### Fotnoter
1. ↑  Stephen Clark (31 oktober 2014). ”Virgin Galactic’s SpaceShipTwo rocket plane crashes on test flight”. Spaceflight Now. http://spaceflightnow.com/2014/10/31/virgin-galactics-spaceshiptwo-suffers-anomaly-during-test-flight/. Läst 2 november 2014.